# Новицкая сельская община
Новицкая сельская общи́на (укр. Новицька сільська громада) — территориальная община в Калушском районе Ивано-Франковской области Украины.
Административный центр — село Новица.
Население составляет 13937 человек. Площадь — 140,9 км².

## Населённые пункты
В состав общины входят 10 сёл:
- Бережница
- Берлоги
- Грабовка
- Добровляны
- Завой
- Зелёный Яр
- Новица
- Подмихайля
- Средний Угринов
- Старый Угринов